# Sneha
Suhasini "Sneha" Rajaram (en tamil: சுகாசினி "சினேகா" ராஜாராம்) nació el 12 de octubre de 1981 en Bombay y es una actriz y cantante india. Sneha ha actuado en varios filmes en tamil, telugú, malabar y canarés, y es una de las actrices más importantes de Tollywood (como se conoce al cine indio hablado en idioma telugú). Hizo su debut delante de las cámaras en Ingane Oru Nilapakshi, un filme malabar dirigido por Fazil. Su primer éxito comercial se produjo con su primera película rodada en tamil, Ennavale, que fue el segundo largometraje que rodaba en su carrera. Sneha ha logrado ganar dos premios Filmfare a la Mejor Actriz de Reparto y ha sido nominada otras dos veces al premio de Mejor Actriz. Además, se hizo con dos premios de la Acadamia tamil a la Mejor Actriz por sus interpretaciones en Virumbugiren y Pirivom Santhippom.